# Сан Мартино (Бјела)
Сан Мартино је насеље у Италији у округу Бијела, региону Пијемонт.
Према процени из 2011. у насељу је живело 92 становника. Насеље се налази на надморској висини од 367 м.